# Hubert Girault
Hubert Girault (ur. 13 lutego 1957 w Saint-Maur-des Fossés we Francji) – szwajcarski chemik, profesor emeritus na Politechnice Federalnej w Lozannie. Kierownik Laboratoire d’Electrochimie Physique et Analytique. Interesuje się elektrochemią miękkich interfejsów (z ang. soft interface), technikami „Lab-on-a-Chip”, chemią bioanalityczną, spektrometrią mas, wymuszonym rozkładem wody, redukcją CO
2 oraz bateriami przepływowymi.
Jest autorem ponad 500 publikacji naukowych z liczbą cytowań przekraczającą 15 tys.; jego wskaźnik Hirscha wynosi 78 (2025). Jest autorem podręcznika zatytułowanego: „Electrochimie: Physique et Analytique”, który został wydany w języku angielskim pod tytułem „Analytical and Physical Electrochemistry”, a także autorem 17 patentów. Jest także profesorem zwyczajnym w Engineering Research Center of Innovative Scientific Instruments. Pracuje dodatkowo jako profesor wizytujący w ENS Cachan (Paryż), Fudan University (Chiny), Kyoto University (Japonia), Uniwersytecie Pekińskim (Chiny) oraz Xiamen University (Chiny).

## Kariera akademicka
W 1979 r. ukończył studia na kierunku inżynieria chemiczna w Institut polytechnique de Grenoble. Trzy lata później uzyskał stopień doktora na University of Southampton na podstawie pracy zatytułowanej „Interfacial studies using drop image-processing techniques". Na uczelni tej pozostał jeszcze w latach 1982–1985, a następnie został wykładowcą chemii fizycznej na Uniwersytecie w Edynburgu. W 1992 r. został profesorem chemii na Politechnice Federalnej w Lozannie i pozostał na tym stanowisku do emerytury w 2022 r. Jest założycielem i kierownikiem Laboratoire d’Electrochimie Physique et Analytique. W 1995-1997 oraz 2004-2008 dwukrotnie pełnił funkcję przewodniczącego Wydziału Chemii (obecnie jako Institute of Chemical and Engineering Science). W latach 1997–1999 oraz 2001-2004 dwukrotnie pełnił również funkcję Szefa Komisji Nauczania Chemii do Spraw Edukacji Chemii i Inżynierii Chemicznej na EPFL, obecnie Zakładu Chemii i Inżynierii. W 1999-2000 był także Dyrektorem Studiów Doktoranckich na Wydziale Chemii na Politechnice Federalnej w Lozannie. W okresie 2011–2014 pełnił funkcję Dziekana Studiów Inżynierskich i Magisterskich na EPFL oraz nadzorował kompleksową reformę nauczania rozpoczynającą się w 2013 roku. Zmiany te obejmują wprowadzenie nowego programu nauczania dla studentów pierwszego roku, w którym dwie trzecie zajęć stanowią zajęcia ogólne dla wszystkich kierunków, a nowy program studiów inżynierskich skupia się na konkretnych wykładach, kursach i praktycznych laboratoriach. Był zaangażowany w restrukturyzację programu nauczania studiów magisterskich oraz wprowadzenie Masowych Otwartych Kursów Online (z ang. MOOC) dla niektórych przedmiotów. Nadzorował ponad 60 doktorantów. Jego wykłady stanowią podstawę podręcznika zatytułowanego „Electrochimie Physique et Analytique”, który został również przetłumaczony na język angielski pt.: „Analytical and Physical Electrochemistry”.
W latach 1996 oraz 2001 był redaktorem Journal of Electroanalytical Chemistry. Jest wiceprzewodniczącym w Presses Polytechniques et Universitaires Romandes. Obecnie jest członkiem wielu zespołów redakcyjnych oraz pełni funkcję zastępcy redaktora nauk chemicznych (ang. Associate Editor of Chemical Science) w Royal Society of Chemistry. 

## Nagrody
W 2006 r. został odznaczony Medalem Faradaya przez Royal Society of Chemistry.